# تيري موراي (لاعب كرة قدم)
تيري موراي (بالإنجليزية: Terry Murray)‏ هو لاعب كرة قدم أيرلندي، ولد في 22 مايو 1928 في دبلن في جمهورية أيرلندا، وتوفي في 2006. شارك مع منتخب جمهورية أيرلندا لكرة القدم. أما مع النوادي، فقد لعب مع نادي بورنموث ونادي دوندالك وهال سيتي.

## روابط خارجية
- تيري موراي على موقع قاعدة بيانات كرة القدم.إي يو (الإنجليزية)
- تيري موراي على موقع ناشيونال فوتبول تيمز (الإنجليزية)